# Bugbear Entertainment
Bugbear Entertainment – fiński producent gier komputerowych. Firma została założona w 2000 roku w Oslo. Założycielem tejże firmy jest Janne Aleenpaa. Na początku istnienia na rynku gier komputerowych firma wyprodukowała pierwszą grę na PC pod nazwą Rally Trophy. Później Aleenpaa wpadł na pomysł stworzenia serii FlatOut. Pomocnikiem w Bugbear Entertainment był Jalmari Harma, który w 2008 roku zginął w wypadku samochodowym.
W 2018 roku wydano kontynuację serii FlatOut pod nazwą Wreckfest.